# Matteo Rovere
Matteo Rovere, né le 22 janvier 1982 à Rome (Italie), est un réalisateur, scénariste et producteur de cinéma italien.

## Filmographie

### Au cinéma

#### Comme réalisateur
- 2006 : Homo homini lupus (court-métrage)
- 2008 : Jeux pervers (Un gioco da ragazze)
- 2011 : À la dérive (Gli sfiorati)
- 2016 : Veloce come il vento
- 2019 : Romulus et Rémus (Il primo re)

#### Comme producteur
- 2014 : J'arrête quand je veux (Smetto quando voglio) de Sydney Sibilia
- 2014 : La Forêt de glace (La foresta di ghiaccio) de Claudio Noce
- 2015 : La prima volta (di mia figlia) (it) de Riccardo Rossi
- 2016 : The Pills - Sempre meglio che lavorare (it) de Luca Vecchi
- 2017 : Femme et Mari (Moglie e marito) de Simone Godano
- 2019 : Le Défi du champion (Il campione) de Leonardo D'Agostini (it)
- 2020 : Le Poète et le Dictateur (Il cattivo poeta) de Gianluca Jodice
- 2020 : La Bête (La belva) de Ludovico Di Martino
- 2020 : Shadows (it) de Carlo Lavagna
- 2020 : L'Incroyable Histoire de l'Île de la Rose (L'incredibile storia dell'Isola delle Rose) de Sydney Sibilia
- 2021 : Mondocane d'Alessandro Celli
- 2021 : Blackout Love (it) de Francesca Marino
- 2021 : Onoda, 10 000 nuits dans la jungle d'Arthur Harari
- 2021 : France de Bruno Dumont
- 2022 : Marilyn a les yeux noirs (Marilyn ha gli occhi neri) de Simone Godano
- 2022 : Settembre de Giulia Steigerwalt
- 2022 : I viaggiatori (it) de Ludovico Di Martino
- 2022 : The Hanging Sun - Sole di mezzanotte (it) de Francesco Carrozzini
- 2022 : La bella stagione (it) de Marco Ponti (documentaire)
- 2022 : Ipersonnia (it) d'Alberto Mascia
- 2022 : Delta (it) de Michele Vannucci
- 2023 : Mixed by Erry (it) de Sydney Sibilia
- 2023 : Come pecore in mezzo ai lupi de Lyda Patitucci
- 2023 : El paraíso d'Enrico Maria Artale

### À la télévision

#### Comme réalisateur
- 2023 : Lidia fait sa loi

## Distinctions
- 2007 : Ruban d'argent du meilleur court-métrage pour Homo homini lupus
- 2014 : Ruban d'argent du meilleur producteur pour J'arrête quand je veux (avec Domenico Procacci)